# دارخزک دم‌نواری
دارخزک دم‌نواری (نام علمی: Certhia himalayana) نام یک گونه از سرده دارخزک‌ها است.